# NGC 6262
NGC 6262 في الفهرس العام الجديد، هي مجرة، تقع في كوكبة التنين. اكتشفت في 23 أكتوبر 1886 بواسطة لويس سويفت.

## روابط خارجية
- NGC 6262 على موقع ويكي سكاي: DSS2, SDSS, GALEX, IRAS, Hydrogen α, X-Ray, Astrophoto, Sky Map, Articles and images